# 野呂エイシロウ
野呂 エイシロウ（のろ エイシロウ）は、日本の放送作家、コンサルタント。株式会社MIP取締役。日本脚本家連盟、日本放送作家協会会員、日本広報学会会員。愛知県大府市出身。愛知工業大学卒業。旧名：野呂 映志郎。
大学生時代に三菱電機と三菱総研、三菱電機のハウスエージェンシーだったアドメルコ（現在のアイプラネット）が共同で作った学生企業「メルブレインズ」に所属。商品開発、PR戦略、学生マーケティングに携わる。三菱電機の学生向け家電製品「自由が丘シリーズ」の企画・開発・宣伝に携わり、多くのメディアに登場する。
出版社を経て日本テレビ『天才・たけしの元気が出るテレビ!!』で放送作家デビュー。

## 実績

### NHK
- NHK紅白歌合戦
- 思い出のメロディー
- 土曜特集「汗と涙の小学生バトル・宇宙へGO!」
- デジタル・スタジアム
- シネマ・ナビゲーション
- 宮廷女官チャングムの誓い
- NHK秋のふれあい広場（2004年）
- 名作平積み大作戦
- 我が青春のエレキサウンド ベンチャーズ結成50周年（2009年9月5日）

### 日本テレビ
- 天才・たけしの元気が出るテレビ!!
- 鉄腕!DASH!!
- 特命リサーチ200X
- ズームイン!!SUPER
- 24時間テレビ 「愛は地球を救う」
- ものまねバトル
- 制作費100億使い切り特番! 世界最高 超豪華ゲーム!100万$の選択! THE BET
- 超IQ!ひらめきパパ
- 新薬開発物語[要出典]
- 究極の決断[要出典]

### TBS
- 放送ヲ阻止セヨ
- 2時っチャオ!

### フジテレビ
- ザ・ガマン
- ポンキッキーズ
- ゲッパチ!UNアワー ありがとやんした!?
- 天使のU・B・U・G
- 奇跡体験!アンビリバボー
- Dのゲキジョー 〜運命のジャッジ〜
- たけしの日本教育白書

### テレビ朝日
- カーグラフィックTV
- はなきんデータランド
- 大人のソナタ
- みのもんたの悪魔の契約

### 毎日放送
- 悲しみを勇気にかえて

### 中京テレビ
- ヴィヴィアン
- クスクス

### WOWOW
- クエスト〜探求者たち〜

### 映画
- bd（2006年9月30日、ポニーキャニオン）

### CM
- 日本製粉
- 龍角散
- 日産自動車

### インターネット
- Wiiの間
- BeeTV〜「アポなしチャンネル」〜企画構成

### 著書
- ネット恋愛マニュアル 初心者でもカンタンにできる! （2001年4月、ネット恋愛研究会編、アミューズブックス、ISBN 4-906613-76-4） - 共著。
- テレビで売り上げ100倍にする私の方法（2009年7月、講談社、ISBN 978-4-06-282117-9）
- プレスリリースはラブレター テレビを完全攻略する戦略的PR術（2009年10月、万来舎、ISBN 978-4-901221-38-2）
- 図解 どんな場面でも会話が楽になるビジネス・シチュエーション別 話し方の教科書（2010年7月、サンクチュアリ・パブリッシング、ISBN 978-4-86113-944-4） - 共著。
- 終わらす技術（2011年8月、フォレスト出版、ISBN 978-4-89451-842-1）
- すぐやる人になれる!「スッキリ」仕事術（2012年8月、PHP研究所、ISBN 978-4-569-80642-6）
- 毎日○×チェックするだけ!なぜかお金が貯まる手帳術（2012年11月26日、集英社、ISBN 978-4-08-786023-8）
- 稼ぎが10倍になる「自分」の見せ方・売り出し方（2013年7月、フォレスト出版、ISBN 978-4-89451-574-1）
- 「話のおもしろい人」の法則 話しベタでも人の心を“ワシづかみ”にできる48の話し方（2014年3月、アスコム、ISBN 978-4-7762-0821-1）
- 好かれるのはどっち!? （2015年1月、総合法令出版、ISBN 978-4-86280-431-0）
- ビジネスは、恋愛だと思えばすべて上手くいく（2014年1月　実業之日本社）
- なぜ一流の人は謝るのがうまいのか？（2014年2月　SBクリエィティブ）
- 月に3本ネクタイを買う人のすごい仕事ができるのか？（2014年3月　祥伝社）
- 入社1年目から差がついていた！行動が早い人の仕事と生活の習慣（2016年1月、株式会社すばる舎、ISBN 978-4-7991-0475-0）

### 講師・講演
- 日本デザイナー学院
- 東放学園専門学校
- バンタン映画映像学院
- 宣伝会議セミナー
- 事業創造大学院大学
- 商工会議所[どれ?]
- 日本洋菓子協会連合会
- フジテレビPRセミナー
- 明治大学　リバティアカデミー
- 通信教育 たった7日間で修得できる戦略的PR術
- 早稲田大学大学院

### 携わったプロジェクト
- 株式会社アクアプランネット
- 味の素株式会社
- イーブックイニシアティブジャパン株式会社
- 株式会社インベスターズ（現在の株式会社タテル）
- エクスペディア
- エアアジア エクスペディア
- Gilt Groupe
- グルーポン・ジャパン
- ソフトバンクモバイル株式会社
- 株式会社電通
- 株式会社ビズリーチ
- 株式会社メンズスタイル
- 株式会社LUXA
- 株式会社LOCOND
- 寺田倉庫株式会社
- huluジャパン
- フォリフォリ
- match.com
- ユナイテッドワールド証券
- ライフネット生命保険
- 株式会社ワンタップバイ（後のPayPay証券）

### その他
- 飲食店のヒットを次々と成功に導く功績は『日経レストラン』2010年10月号で評価された。
- 低インスリンダイエット、婚活、Gilt Groupe のようなサイト、グルーポン系サイト[要説明]、グルーポン的サイト[要説明]などのブームの仕掛け人。
- メールマガジン『野呂エイシロウの元気が出るPR戦略術』発行人。

## 連載
- プレジデント
- Forbes
- 日経MJ
- MACファン
- Pen
- 東洋経済オンライン